# Hit'n'Run
Hit'n'Run е поп песен, написана от Joel "JoelJoel" Humlén, Себастиян "The Provider" Ларсън и Чарли Мейсън за германското поп трио Монроуз. Песента е част от третия студиен албум на групата I Am. Съпродуценти на песента са JoelJoel и Oscar Görres, като се очаква тя да бъде издадена като първия сингъл от албума на 29 септември 2008 година. Видеото към песента е заснето на 31 август 2008 в Германия.